# Cryptocephalus corynthius
Cryptocephalus corynthius – gatunek z rzędu chrząszczy z rodziny stonkowatych (Chrysomelidae). Gatunek po raz pierwszy został naukowo opisany w 1914 roku przez Pica.